# وقایع‌نگاری فرانکنشتاین
وقایع‌نگاری فرانکنشتاین (انگلیسی: The Frankenstein Chronicles) یک سریال درام تاریخی جنایی بریتانیایی است که در سال ۲۰۱۵ منتشر شد.

## بازیگران
- شان بین
- تام وارد
- ونسا کربی
- اد استوپارد
- رابی جی
- آنا مکسول مارتین
- چارلی کرید-میلز
- ساموئل وست
- الیوت کووان
- کیت دیکی
- استیون برکوف
- لاورنس فاکس
- میو درمودی